# Saint-Antoine (Fribourg)
Saint-Antoine (Sankt Antoni en allemand, Santooni en suisse allemand, Chin t'Anténo  en patois fribourgeois) est une localité et une ancienne commune suisse du canton de Fribourg, située dans le district de la Singine.

## Histoire
Depuis le 1er janvier 2021, Saint-Antoine a fusionné avec ses voisines de Tavel et Alterswil pour former la nouvelle commune de Tavel.

## Géographie
Selon l'Office fédéral de la statistique, Saint-Antoine mesure 16,79 km2. 7,5 % de cette superficie correspond à des surfaces d'habitat ou d'infrastructure, 72,4 % à des surfaces agricoles, 18,10 % à des surfaces boisées et 1,1 % à des surfaces improductives.
En plus du village de Saint-Antoine, l'ancienne commune comprend les hameaux de Bächlisbrunnen, Burg, Burgbühl, Guglenberg, Henzenried, Lampertshalden, Lehwil, Mellisried, Niedermonten, Niedermuhren, Obermonten, Schwenny, Tutzishaus, Weissenbach et Winterlingen.

## Démographie
Selon l'Office fédéral de la statistique, Saint-Antoine compte 2 079 habitants en 2022. Sa densité de population atteint 124 hab./km2.
Le graphique suivant résume l'évolution de la population de Saint-Antoine entre 1850 et 2008 :